# Юрченко, Пантелей Данилович
Пантеле́й Дани́лович Ю́рченко (18 [31] июля 1911 года — 1 октября 1975 года) — советский воин-пехотинец, участник боёв на Халхин-Голе и Великой Отечественной войны. На момент совершения подвига в июне 1944 года — помощник командира взвода 837-го стрелкового полка 238-й стрелковой дивизии 50-й армии 2-го Белорусского фронта. Герой Советского Союза (24.03.1945). Сержант.

## Биография
Родился 18 (31) июля 1911 года в семье крестьян-белорусов, переселившихся в Сибирь в период Столыпинской реформы. Окончил неполную среднюю школу и с 14 лет начал работать в сельскохозяйственном производстве. Затем уехал на запад губернии на курорт озера Карачи, где работал поваром.
С 1933 по 1935 год служил в рядах РККА. В период с 1935 по 1939 год опять работал на курорте «Озеро Карачи», затем вновь в 1939 году был призван в Красную Армию. Участник боёв на Халхин-Голе (1939), затем часть, в которой служил М. Юрченко была передислоцирована в Белоруссию.
Участник Великой Отечественной войны с июня 1941 года. При разгроме частей Красной Армии Западного фронта наступающими войсками гитлеровцев попал в окружение, где стал участником белорусского партизанского отряда на территории Могилёвской области Белорусской ССР. Партизанил более двух лет, в 1943 году отряд соединился с наступающими частями Красной Армии, влился в состав боевых подразделений. Здесь М. Юрченко, проявивший себя командиром партизанских подразделений, получил должность командира отделения, помощника командира взвода, в боях был трижды ранен и один раз тяжело контужен.
Помощником командира взвода 837-го стрелкового полка (238-я стрелковая дивизия, 50-я армия, 2-й Белорусский фронт) сержант Юрченко отличился при форсировании Днепра в районе Могилёва. 27 июня 1944 года под огнём противника переплыл реку, захватил 4 лодки, доставил их на левый берег и, несмотря на ранение, участвовал в переправе передовых подразделений полка. Быстрое преодоление водной преграды частями Красной Армии оказало существенное моральное воздействие на немецкий гарнизон Могилёва, вынудив его к отступлению. Оно также позволило организовать штурм города с севера и юга, где оборонительные укрепления противника были слабее, чем на восточном направлении.
За образцовое выполнение боевых заданий командования на фронте борьбы с немецкими захватчиками и проявленные при этом отвагу и геройство, Указом Президиума Верховного Совета СССР от 24 марта 1945 года сержанту Юрченко Пантелею Даниловичу присвоено звание Героя Советского Союза с вручением ордена Ленина и медали «Золотая Звезда» (№ 8837).
После войны вернулся в родные края, работал на курорте «Озеро Карачи». Избирался депутатом Озеро-Карачинского сельского Совета, членом правления сельпо.
Умер 1 октября 1975 года. Похоронен в посёлке Озеро-Карачи Чановского района Новосибирской области.

## Награды
- Медаль «Золотая Звезда» Героя Советского Союза;
- орден Ленина;
- медали.

## Память
- Именем Героя названа улица посёлка Озеро-Карачи Чановского района Новосибирской области.[3]
- Имя Героя Советского Союза Пантелея Даниловича Юрченко увековечено на пилонах памятника, погибших в Великой Отечественной войны в р.п. Чаны, а также в Новосибирске на Аллее Новосибирцев-героев у Монумента Славы. В Чановском краеведческом музее, краеведческом музее школы п. Озеро Карачи в экспозиции, посвященной Великой Отечественной войне, размещён материал о Пантелее Даниловиче Юрченко.